# 벤노 퓌만
베노 퓌르만(Benno Fürmann, 1972년 11월 17일 ~ )은 독일의 배우이다.

## 출연 작품

### 영화
- 니벨룽겐의 반지 (2004)
- 메리 크리스마스 (2005)
- 노스페이스 (2008)
- 뮤턴트: 다크 에이지 (2008)
- 스피드 레이서 (2008)
- 어둠 속의 빛 (2011)
- 서바이버 (2015)